# Province de Malleco
La province de Malleco est une province chilienne située au nord de la région d'Araucanie. Elle a une superficie de 13 433,3 km² pour une population de 223 184 habitants. Sa capitale provinciale est la ville de Angol. Son gouverneur actuel est Rubén Quilapi.

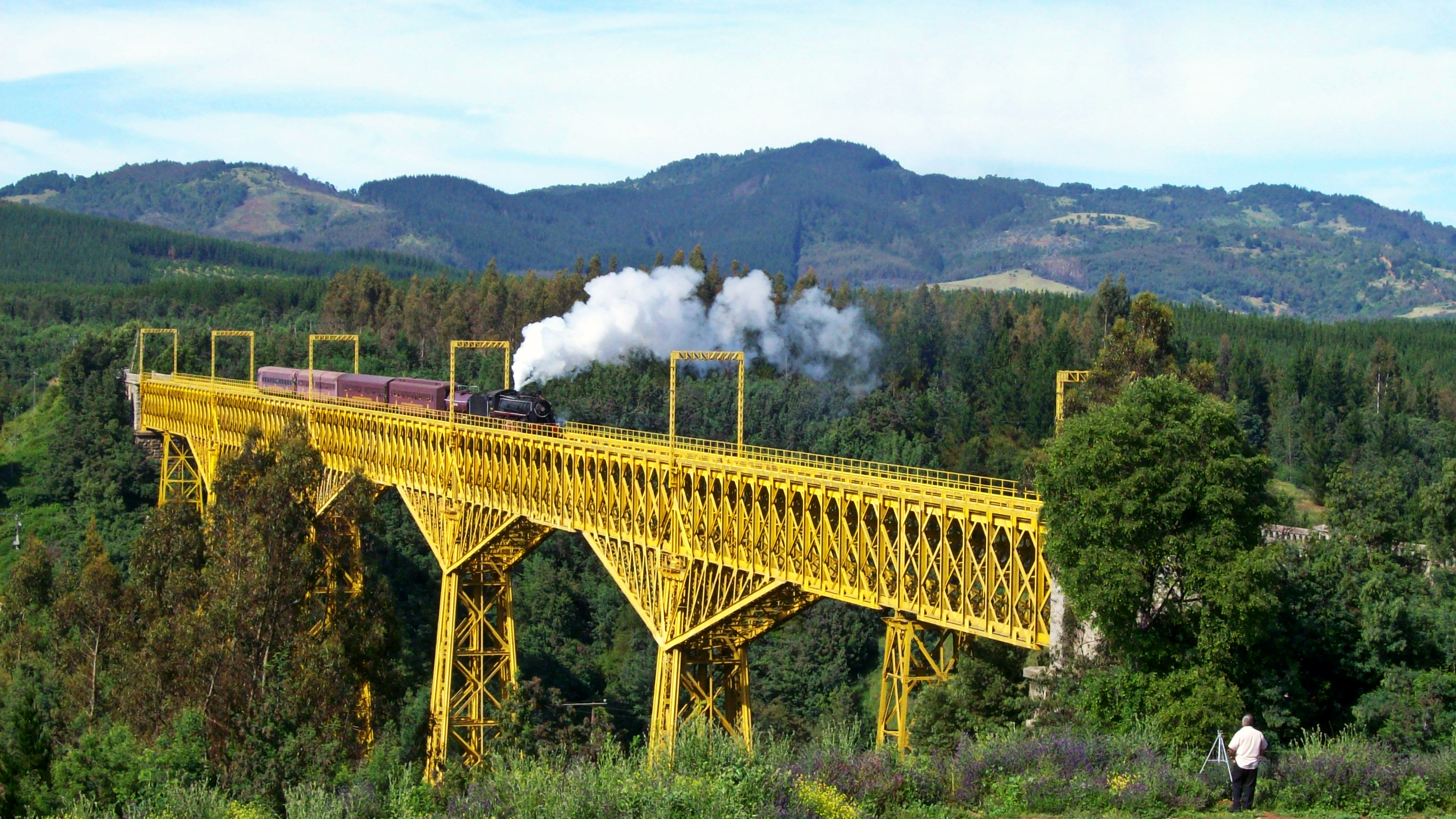
Après avoir appris qu'il y aurait un départ spécial du "Tren de la Araucanía" avec des touristes étrangers, j'ai tout fait pour pouvoir le capturer à différents endroits.

## Communes
La province de Malleco est divisée en 11 communes :
- Angol ;
- Collipulli ;
- Curacautín ;
- Ercilla ;
- Lonquimay ;
- Los Sauces ;
- Lumaco ;
- Purén ;
- Renaico ;
- Traiguén ;
- Victoria.